# 迈什泰里
迈什泰里，是匈牙利沃什州所辖的一个村，总面积11.69平方公里，总人口238，人口密度20.4人/平方公里（2010年1月1日）。